# 옴천초등학교
옴천초등학교는 대한민국 전라남도 강진군 옴천면 개산리에 있는 공립 초등학교이다.

## 학교 연혁
- 1927년 4월 1일 설립인가
- 1928년 9월 1일 옴천공립보통학교 개교
- 1938년 4월 1일 옴천공립심상소학교 개칭
- 1941년 4월 1일 옴천공립국민학교 개칭
- 1948년 11월 26일 옴천국민학교로 교명 변경
- 1981년 3월 1일 병설유치원 인가
- 1988년 3월 1일 영산분교장 설립인가
- 1992년 3월 1일 영산분교 통폐합
- 1996년 3월 1일 옴천초등학교로 교명 변경
- 2024년 1월 5일 제94회 3명 졸업(총3,374명)
- 2025년 1월 7일 제95회 3명 졸업(총 3,377명)
- 2025년 3월 1일 제30대 오현영 교장 취임

## 독립만세비
조선독립만세 기념비는 1945년 광복을 맞이하여 나라 찾은 기쁨에 1945년 10월 15일 옴천면민들이 만든 비석이다. 2012년 6월 14일 강진군의 향토문화유산 제48호로 지정되었다.

## 참고 자료
- 옴천초등학교 - 한국교육학술정보원 학교알리미